# Les Conquérants (Doctor Who)
Les Conquérants (The Vanquishers) est le sixième et dernier chapitre de la treizième saison de la seconde série télévisée britannique Doctor Who, intitulé Doctor Who: Flux. Il a été diffusé le 5 décembre 2021 sur BBC One.

## Distribution
Source : imdb.
- Jodie Whittaker - Treizième Docteur
- Mandip Gill – Yasmin Khan
- John Bishop – Dan Lewis
- Sam Spruell – Maelström (Swarm en VO)
- Rochenda Sandall – Azur (Azure en VO)
- Steve Oram – Joseph Williamson
- Kevin McNally – Professeur Jericho
- Craige Els – Karvanista
- Thaddea Graham – Bel
- Jemma Redgrave – Kate Stewart
- Jonathan Watson – Commandant Stenck
- Craig Parkinson – Le Grand Serpent
- Dan Starkey – Sontariens Senstarg, Shallo et Kragar
- Annabel Scholey – Claire Brown
- Jacob Anderson – Vinder
- Nadia Albina – Diane
- Simon Carew – Ood
- Jonny Mathers – Le Passager
- Sonny Walker – Stevie

## Résumé
Le Docteur échappe à Maelström, emmenant l'Ood de Tecteun avec elle. Maelström et Azur avancent vers elle, mais le Docteur enlève la plaque de conversion qu'elle a reçue à son arrivée. Lorsqu'elle est touchée par Maelström, elle est alors divisée en trois exemplaires entre le vaisseau spatial de la Division, le vaisseau de Bel et les tunnels de Liverpool.
Azur tente de rendre au Docteur restée sur le vaisseau spatial de la Division ses souvenirs manquants à l'aide de la montre à gousset. Le Docteur refuse de les voir. Azur révèle son intention d'intégrer le Flux dans une boucle temporelle de destruction universelle. L'Ood tente de ralentir le Flux.
Dans le Passager retenant Vinder et Diane, ces derniers perturbent les systèmes internes et parviennent à s'échapper quelques instants.
À Liverpool, Yaz, Dan, le professeur Jericho et Joseph Williamson éliminent des soldats Sontariens en ouvrant une porte de tunnel cachant des rayons mortels avant de se rendre en 2021 par une autre porte. Ils rencontrent Kate Stewart, qui mène une résistance contre l'invasion. Le Docteur demande à Claire et Jericho de l'aider à trouver les coordonnées de l'événement final du Flux en allant sur un vaisseau sontarien, puis récupère son TARDIS grâce à Kate.
Le Docteur dans le vaisseau de Bel tente de le faire s'écraser sur le quartier général sontarien. Ils sont arrêtés par un champ de force, capturés et placés dans un vaisseau. Karvanista révèle que du temps où le Docteur était dans la Division, il était son compagnon. Il ne peut en dire plus, sous la menace d'un implant de poison de la Division dans son cerveau. Les Sontariens viennent chercher le Docteur et informent Karvanista de l'extinction des Lupari, qu'ils ont massacrés. Le Docteur est ensuite torturée par le Grand Serpent, avant d'être libérée par sa copie pilotant le TARDIS.
Bel intercepte une transmission sontarienne offrant une alliance avec les Cybermen et les Daleks. C'est en fait un piège pour les sacrifier au Flux, tandis que les Sontariens seront protégés par le bouclier Lupari, dont ils se sont emparés. Claire s'échappe du vaisseau sontarien où elle a récupéré les coordonnées, mais Jericho ne peut pas faire de même. Les deux Docteurs dans le TARDIS sauvent Vinder et Diane et reforment le bouclier Lupari derrière les Sontariens, laissant le Flux les consumer ainsi que les Daleks, les Cybermen et Jericho. Les deux Docteurs utilisent ensuite le Passager de Vinder et Diane, qui peut renfermer de l'énergie à l'infini, pour absorber ce qu'il reste du Flux.
Azur et Maelström amènent le Docteur restée avec eux au temple d'Atropos pour la sacrifier à "Temps", une entité prisonnière sur Atropos. Mais comme le Flux n'a pas réussi à libérer Temps, ce dernier les détruit. Temps laisse le Docteur partir et se réunir avec ses copies, mais l'avertit de sa fin qui approche à grands pas. 
Dans les tunnels de Liverpool, Kate et Vinder forcent le Grand Serpent à passer une porte pour l'exiler sur un petit astéroïde perdu dans l'espace.
Vinder et Bel décident de voyager avec Karvanista. Dan invite Diane à un rendez-vous, mais elle refuse. Le Docteur invite Dan à se joindre à elle et Yaz dans leurs voyages. Le Docteur cache sa montre à gousset au plus profond du TARDIS, là où elle ne pourra jamais la trouver sauf en cas d'extrême nécessité.